# Lais van Marie de France
De lais van Marie de France is een reeks van twaalf korte, verhalende gedichten in de Anglo-Normandische taal, geschreven door een anonieme dichteres die bekend is geworden als "Marie de France". Over het algemeen wordt door middel van de avonturen van de hoofdpersonen het concept van de hoofse liefde verheerlijkt.
De lais van Marie de France, geschreven in achtlettergrepige versregels, zijn opmerkelijk door hun verheerlijking van de liefde, hun individualistisch karakter en hun levendige beschrijving – voorboden van de opkomende literatuur in die tijd. Vijf verschillende manuscripten bevatten een of meer van haar lais. Slechts één ervan bevat ze alle twaalf. Dit 13e-eeuwse manuscript, Harley 978 genoemd, wordt bewaard in de British Library. Indien Marie de France de lais zelf heeft geordend zoals ze in Harley 978 worden gepresenteerd, dan kan ze deze algemene structuur gekozen hebben om de positieve en negatieve gevolgen van de liefde te contrasteren. In dit manuscript prijzen de oneven lais, zoals “Guigemar” en “Le Fresne”, personages die liefde voor andere mensen tot uitdrukking brengen. De even lais, zoals “Equitan” en “Bisclavret”, daarentegen waarschuwen ervoor dat zelfzuchtige liefde tot ongeluk kan leiden.
Het Harley 978 manuscript bevat ook een proloog van 56 regels waarin Marie schrijft dat ze, geïnspireerd door het voorbeeld van de oude Grieken en Romeinen, iets tot stand wil brengen dat zowel onderhoudend als moraliserend zou zijn. Ze drukt ook de wens uit om de verhalen die ze heeft gehoord voor het nageslacht te bewaren. In twee van de lais – "Lanval", een zeer populair werk dat doorheen de jaren meer dan eens werd bewerkt (waaronder in het Middelengelse Sir Launfal), en "Chevrefoil" ('Kamperfoelie'), een korte uiteenzetting over Tristan en Isolde – worden koning Arthur en de Ridders van de Ronde Tafel vermeld. De lais van Marie de France waren voorlopers van andere werken over dat onderwerp en Marie was waarschijnlijk een tijdgenoot van Chrétien de Troyes, een andere schrijver van verhalen over Arthur.

## De lais
De lais zijn hieronder opgesomd in de volgorde waarin ze voorkomen in Harley 978.
- Guigemar
- Equitan
- Le Fresne ('De Es')
- Bisclavret ('De Weerwolf')
- Lanval
- Les Deux Amants ('De Twee Geliefden')
- Yonec
- Laüstic ('De Nachtegaal')
- Milun
- Chaitivel ('De Vier Smarten')
- Chevrefoil ('De Kamperfoelie')
- Eliduc

## Nederlandse vertalingen
- 1980:  Marie de France, Lais, Deventer: Ankh-Hermes, vertaald door Paul Verhuyck en Corine Kisling.
- 1982: Marie de France - De Lais, Het Spectrum Utrecht/Antwerpen, vertaald door Anneli Vermeer-Meyer.
- 2009: Marie de France - De Lais. Liefdessprookjes uit de twaalfde eeuw, Athenaeum - Polak & Van Gennep, vertaald door Paul Verhuyck en Corine Kisling.